# Rosalia coelestis
Rosalia coelestis es una especie de escarabajo longicornio del género Rosalia, tribu Compsocerini, subfamilia Cerambycinae. Fue descrita científicamente por Semenov en 1911.

## Descripción
Mide 20,5-27,5 milímetros de longitud.

## Distribución
Se distribuye por China, Japón, Corea y Rusia.